# أندي هالتر
أندي هالتر هو لاعب كرة قدم سويسري في مركز الهجوم، ولد في 21 أبريل 1966 في لوسرن في سويسرا. شارك مع منتخب سويسرا لكرة القدم.

## وصلات خارجية
- أندي هالتر على موقع الاتحاد الأوربي (الإنجليزية)
- أندي هالتر على موقع قاعدة بيانات كرة القدم.إي يو (الإنجليزية)
- أندي هالتر على موقع ناشيونال فوتبول تيمز (الإنجليزية)
- أندي هالتر على موقع Soccerway.com (الإنجليزية)